# Frans van Oudendorp

Fransiscus van Oudendorp

Frans van Oudendorp (latin: Franciscus Oudendorpius Achainterius), född 31 juli 1696 i Leiden, död där 14 februari 1761, var en nederländsk filolog.
Oudendorp blev 1724 rektor för latinskolan i Nijmegen, 1726 i Haarlem samt 1748 professor i historia och latinsk vältalighet vid universitetet i Leiden Han är berömd som utgivare av latinska författare. Han utgav böcker av Julius Obsequens, Lucanus, Frontinus, Julius Caesar, Suetonius och Apuleius med innehållsrika kommentarer. Efter hans död övertogs professuren av David Ruhnken.